# Letničie
Letničie (allemand : Lettnitz ) est un village de Slovaquie situé dans la région de Trnava.

## Histoire
Première mention écrite du village en 1532.

## Démographie

### Évolution de la population
| Année:               | 1994. | 2004.   | 2014.   | 2024.   |
| -------------------- | ----- | ------- | ------- | ------- |
| Nombre de personnes: | 538   | 527     | 504     | 490     |
| Différence:          |       | -2,04 % | -4,36 % | -2,77 % |

| Année:               | 2023. | 2024.   |
| -------------------- | ----- | ------- |
| Nombre de personnes: | 504   | 490     |
| Différence:          |       | -2,77 % |